# 小行星4194
小行星4194（英語：4194 Sweitzer）是一颗围绕太阳公转的小行星。1982年9月15日，愛德華·鮑威爾在可可尼诺县发现了此天体。
这颗小行星的绝对星等为355.7330002253681等。